# Altenrhein SG
| SG ist das Kürzel für den Kanton St. Gallen in der Schweiz. Es wird verwendet, um Verwechslungen mit anderen Einträgen des Namens Altenrhein zu vermeiden. |

Altenrhein ist ein Dorf, eine Orts- und eine Kirchgemeinde in der politischen Gemeinde Thal im Kanton St. Gallen in der Schweiz. Altenrhein liegt am Ende einer Landzunge zwischen fossilen Armen des Rheindeltas und ist bekannt durch den Flugplatz St. Gallen-Altenrhein. Altenrhein ist ein Wassersport-, Tourismus- und Naherholungsgebiet.

Luftbild aus 300 m von Walter Mittelholzer (1920)

## Geschichte
Altenrhein war 890 wohl noch eine Insel. 983 wurde es als Rinisgemünde, 1402 als zum vornechtigen Rhin erwähnt. Seit dem 17. Jahrhundert wird das Dorf als Altenrhein bezeichnet.

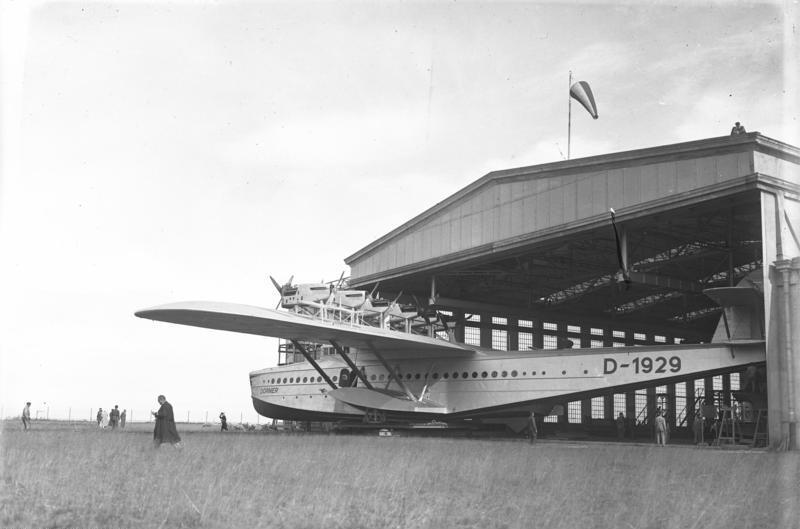
Flugschiff Dornier Do X im Jahr 1930 vor der Halle in Altenrhein

983 schenkte der Bischof von Konstanz Altenrhein dem Kloster Petershausen als Stiftungsgut. 1163 erhielt Rudolf von Pfullendorf Viehweiden bei Altenrhein als Lehen. Ab der Mitte des 14. Jahrhunderts waren Einkünfte und Besitzungen ze Rine bei den St. Galler Ministerialen von Rorschach. Im Spätmittelalter bildete sich allmählich eine Siedlung aus. Diese war 1469 bis 1797 eine Hauptmannschaft im äbtischen Gericht Rorschach und erhielt 1542 eine Hofrechts- und Einzugsordnung sowie 1639 eine äbtische Gemeindeordnung. Ortsbürgergeschlechter waren jahrhundertelang nur Noger und Dudler. Die vor 1556 erbaute Kapelle wurde 1842 zur Filialkirche erhoben. Bis 1914 zur Pfarrei Rorschach gehörig, wurde sie dann zur selbständigen Pfarrkirche und 1958 durch eine neue Kirche ersetzt.
Neben der Bewirtschaftung von Feldern und Weiden lebte die Bevölkerung vorwiegend von Rhein und Bodensee. Sie betrieb Fischerei und Schifffahrt und gewann Totholz, Kies und Sand. Die Überschwemmungen von 1739, 1770 und 1817 zwangen zur Evakuierung der Dorfbevölkerung. Wuhre sind bereits 1639, Dammbauten 1783 belegt. Seit dem Fussacher Durchstich 1900 wird der Rheinlauf bei Altenrhein nur noch vom Rheintaler Binnenkanal gespeist und verödet. Die Ufer- und Riedlandschaft wurde 1973 unter Schutz gestellt.
1803 kam Altenrhein zur politischen Gemeinde Thal, wahrte jedoch seine Eigenständigkeit. 1926 bis 1927 entstanden der Flugplatz und das Dornier-Flugzeugwerke Altenrhein, das 1949 in die Flug- und Fahrzeugwerke Altenrhein (FFA) umgewandelt wurde. 1967 schlossen sich elf Gemeinden zum Abwasserverband Altenrhein zusammen, der von 1967 bis 1975 die Kläranlage baute.

### Bevölkerung
1783 bestand Altenrhein aus 32 Haushaltungen.
| Bevölkerungsentwicklung Altenrhein | Bevölkerungsentwicklung Altenrhein | Bevölkerungsentwicklung Altenrhein | Bevölkerungsentwicklung Altenrhein | Bevölkerungsentwicklung Altenrhein |
| ---------------------------------- | ---------------------------------- | ---------------------------------- | ---------------------------------- | ---------------------------------- |
| Jahr                               | 1834                               | 1902                               | 1991                               |                                    |
| Einwohner                          | 150                                | 307                                | 648                                |                                    |

## Wirtschaft
Am 19. Dezember 1927 begann im 1924 eröffneten Zweigbetrieb der Dornier-Werke der Bau der Dornier Do X. Am 12. Juli 1929 hob das Wasserflugzeug zum ersten Mal vom Bodensee ab. Beim 70. Erprobungsflug am 21. Oktober 1929 waren 169 Personen an Bord und erlebten einen 40-minütigen Flug über den Bodensee. Neben der Do X wurden hier auch 30 für die Niederlande bestimmte Dornier Do 24 gebaut. Das Werk baute in Lizenz auch alle Bücker 131 und 133 für die schweizerische Fliegertruppe.
Aus den Dornier-Werken entwickelte sich die Flug- und Fahrzeugwerke Altenrhein (FFA). Diese erlangten insbesondere auch mit der Entwicklung eines strahlgetriebenen Erdkampfflugzeugs, der P-16, in den 1950er Jahren einige Bekanntheit. Später wurde der AS-202 Bravo für die fliegerische Grundschulung entwickelt. Die guten Flugeigenschaften erlauben sogar beschränkten Akrobatikflug.
Die FFA wurde ab 1987 schrittweise verkauft und zerlegt in: FFA-Gautschi AG (Flugzeugbau-Zuliefererin und Inhaberin der Markenrechte), die Pilatus Aircraft (Altenrhein) (Flugzeug-Wartung), die Stadler Rail (Altenrhein) (Waggonbau), BWB Oberflächentechnik (Altenrhein) und die Schindler Technik AG.

## Verkehr
Der Flugplatz St. Gallen-Altenrhein (IATA-Code:ACH, ICAO-Code:LSZR) entwickelte sich aus dem ehemaligen Werksflugplatz des Flugzeugwerkes. Dieser wurde 1988 mit einer Verbindung nach Wien für den Linienflugverkehr geöffnet und seither weiter ausgebaut. Seit 2003 trägt er die Bezeichnung Flugplatz St. Gallen-Altenrhein. 1998 fand in Altenrhein die International Bodensee Airshow statt. Im Fliegermuseum beim Flugplatz sind Flugzeuge aus den 1940er bis 1980er Jahren in flugfähigem Zustand erhalten.
Altenrhein liegt an der Bahnlinie Chur-Rorschach der SBB und wird durch die Bahnhöfe in Rheineck und Staad bedient.
Eine Postautolinie und Kursschiffe verbinden Altenrhein mit Rheineck und Rorschach.

## Persönlichkeiten
- Ernst Fuchs (* 1936 in Altenrhein; † 1994), Radsportler
- Max Dudler (* 1949 in Altenrhein), Architekt

## Bilder

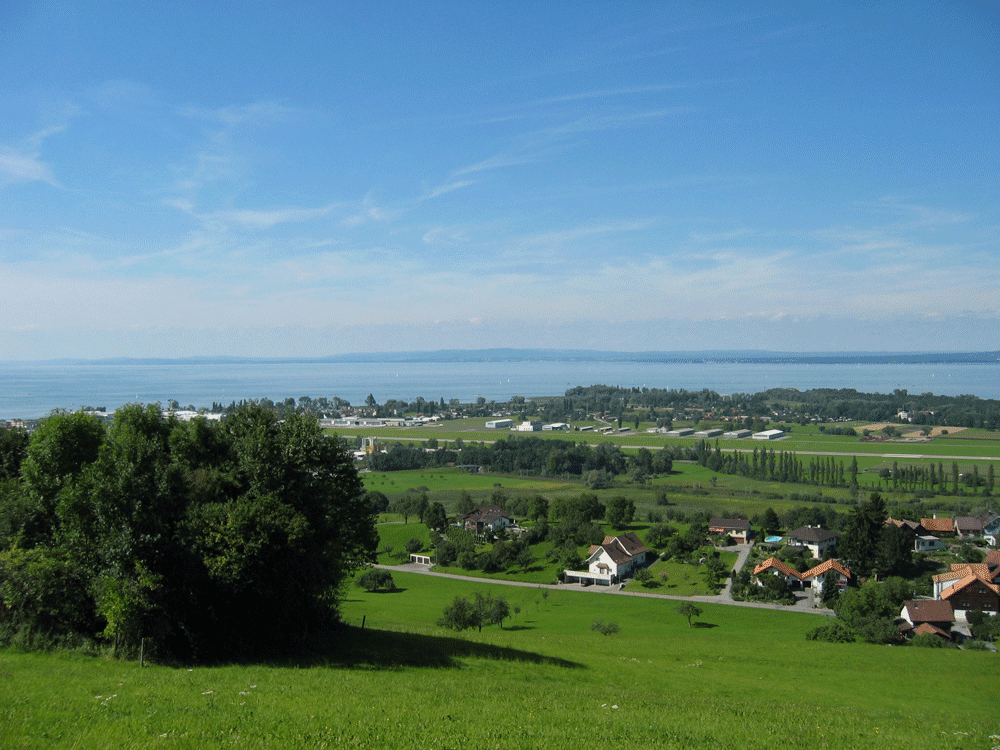
Blick vom Buchberg auf Altenrhein und Bodensee
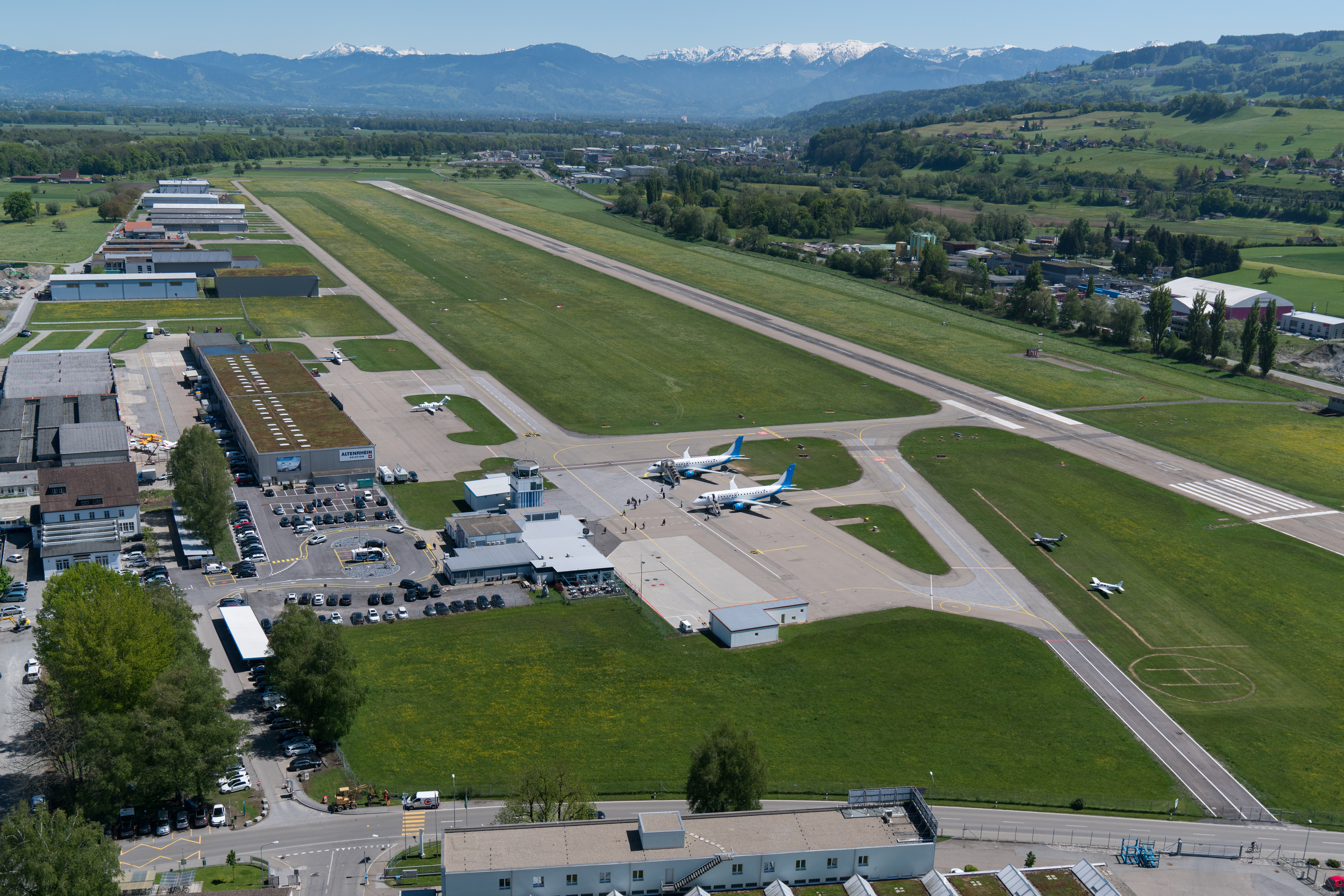
Flughafen Altenrhein mit Piste
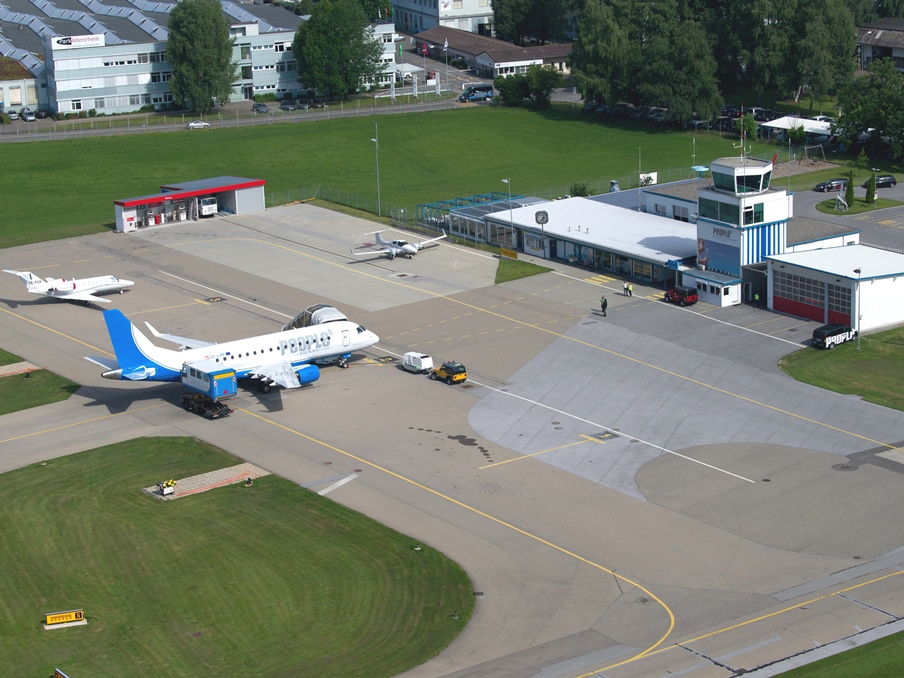
Vorplatz des Flughafens
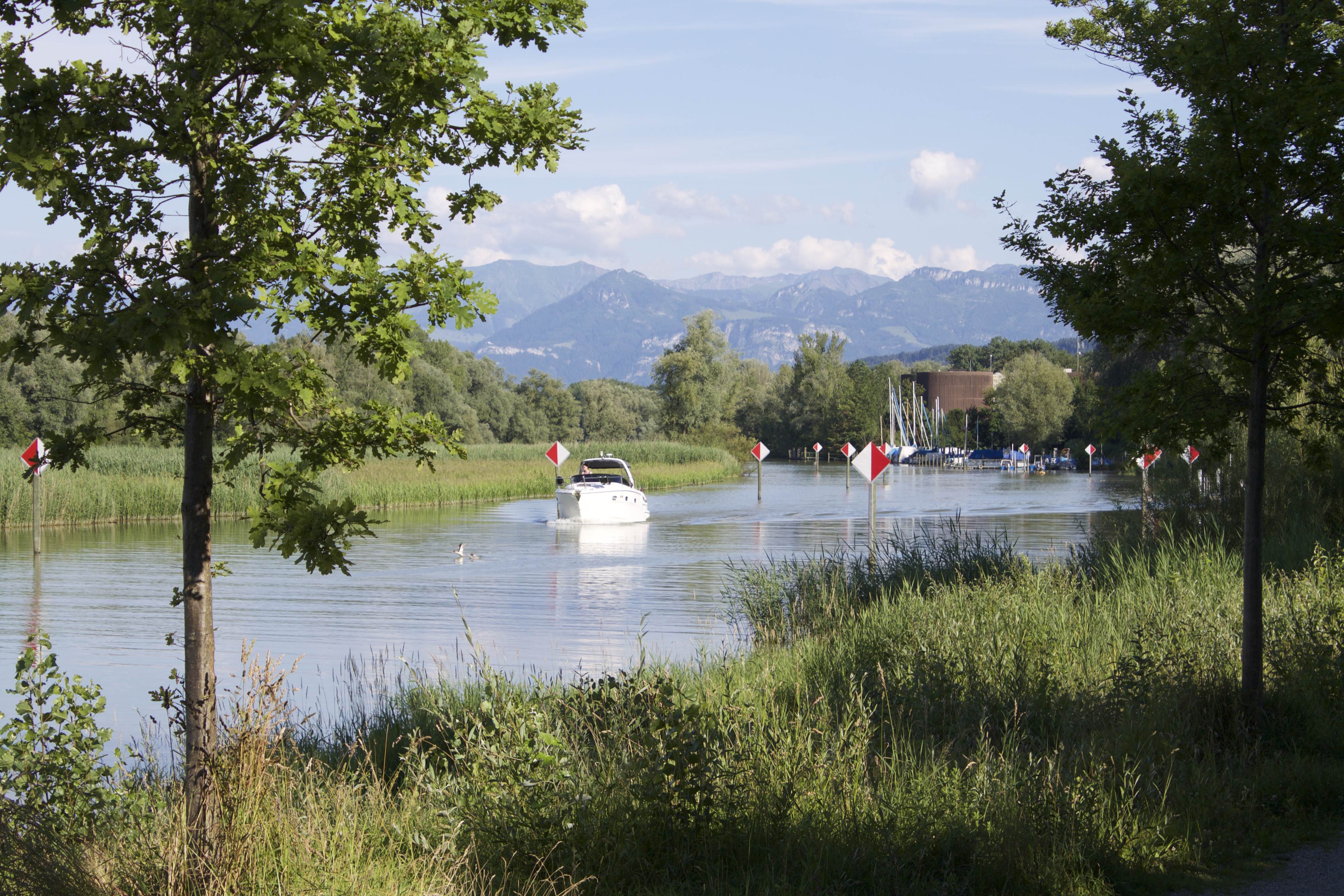
Alter Rhein bei Altenrhein
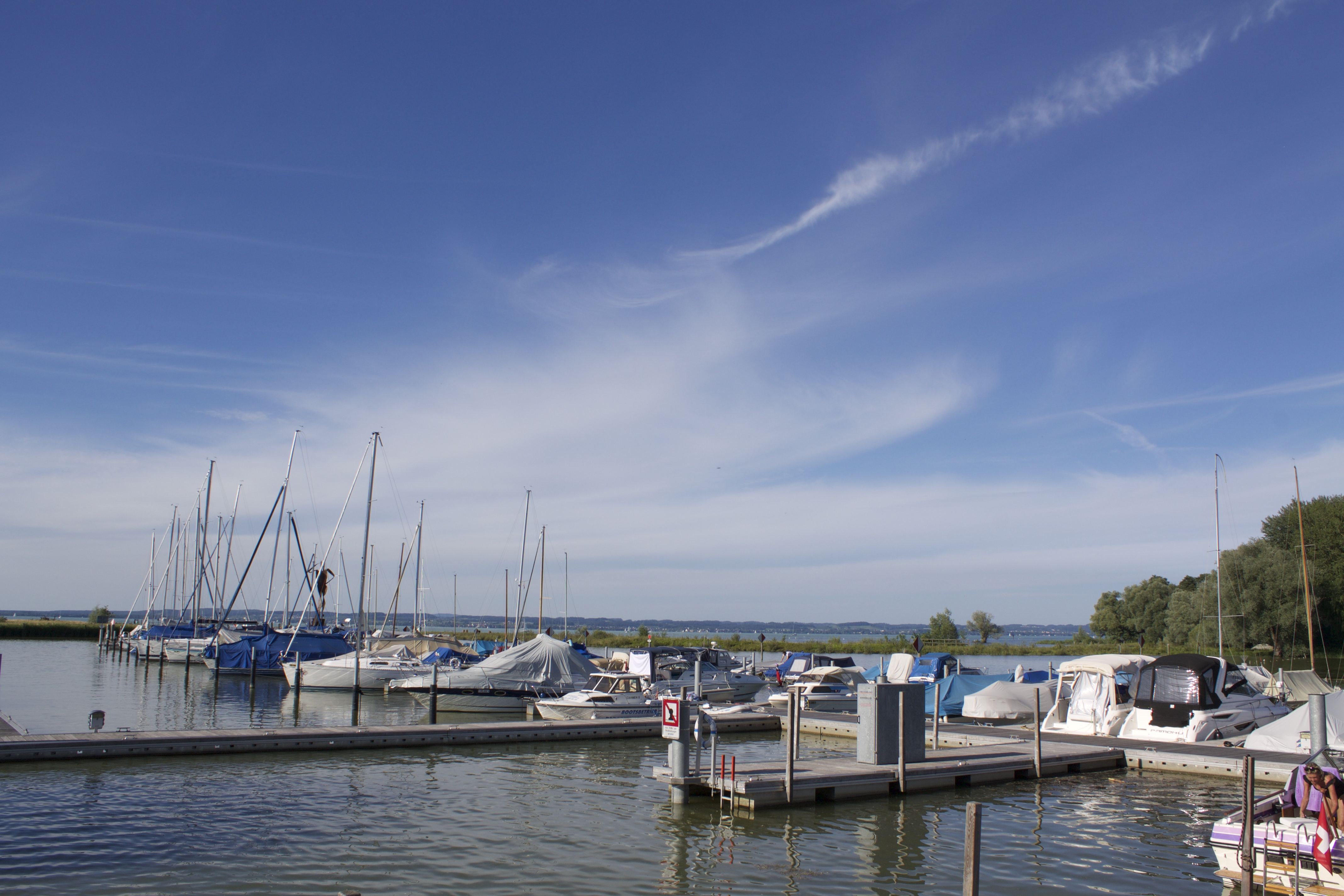
Schiffshafen
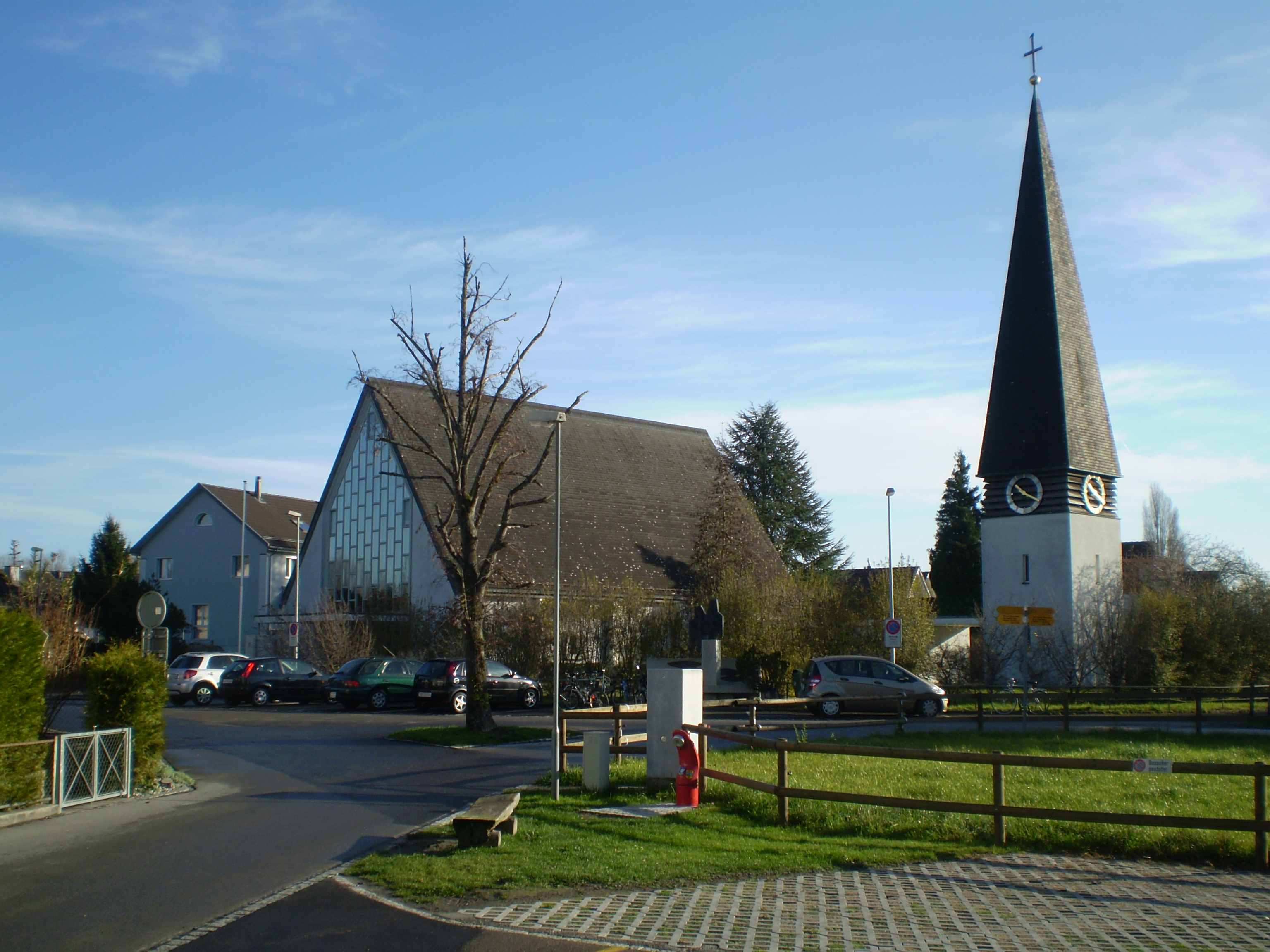
Schutzengelkirche von 1957/58